# Imre Bajor
Dans le nom hongrois Bajor Imre, le nom de famille précède le prénom, mais cet article utilise l’ordre habituel en français Imre Bajor, où le prénom précède le nom.
Imre Bajor (né le 9 mars 1957 à Budapest et mort le 6 août 2014 dans la même ville) est un acteur hongrois.